# Papillacarus lienhardi
Papillacarus lienhardi är en kvalsterart som beskrevs av Sandór Mahunka 1997. Papillacarus lienhardi ingår i släktet Papillacarus och familjen Lohmanniidae. Inga underarter finns listade i Catalogue of Life.